# Тутсі (фільм)
«Ту́тсі» (англ. Tootsie) — американська кінокомедія 1982 року режисера Сідні Поллака. Фільм отримав премію «Золотий глобус» у номінації «найкраща комедія або мюзикл», а також був номінований на 10 премій Оскара, зокрема номінацію «найкращий фільм року», але отримав тільки одну з них у номінації «найкраща жіноча роль другого плану» (Джессіка Ленґ). Фільм посідає другу сходинку у списку 100 найсмішніших американських фільмів за 100 років за версією AFI.

## У ролях
| Актор          | Роль                      |
| -------------- | ------------------------- |
| Дастін Гоффман | актор Майкл Дорсі         |
| Джессіка Ленґ  | акторка Джулі Ніколс      |
| Тері Гарр      | акторка Сенді Лестер      |
| Дебні Коулмен  | режисер Рон Карлайл       |
| Доріс Белак    | продюсер Ріта Маршалл     |
| Чарльз Дернінг | Леслі Ніколс батько Джулі |
| Білл Мюррей    | драматург Джефф Слейтер   |
| Сідні Поллак   | Джордж Філдз агент Майкла |
| Джордж Гейнз   | актор Джон Ван Горн       |
| Джина Девіс    | акторка Ейпріл Пейдж      |
| Тобін Белл     | офіціант                  |